# Henri Théodore Fischer
Henri Théodore Fischer (Purwakarta, 6 april 1901 - Utrecht, 27 september 1976) was een Nederlands cultureel antropoloog.

## Academische Carrière
Fischer behoorde tot de eerste studenten die een universitaire opleiding in de geografie gingen volgen, wat pas vanaf 1921 mogelijk was. Eén jaar later was hij voorzitter van de net opgerichte studievereniging V.U.G.S., behorende bij de opleiding geografie. Hij vervulde deze functie tevens in het jaar 1925-1926. Als dankbetuiging werd Fischer bij de V.U.G.S. tot erelid benoemd. Hij was ook de eerste Utrechtse geograaf die in 1929 promoveerde. Dat deed hij bij J.H.F. Kohlbrugge op een volkenkundig onderwerp. Fischer studeerde verder nog op de relatie tussen bestuur en zending en missie in Indië.  
In 1931 volgde hij Kohlbrugge op ten behoeve van het onderwijs aan bestuursambtenaren. In 1936 volgde hij Kohlbrugge ook op bij de geografie en werd hoogleraar.
In 1943 moest Fischer onderduiken vanwege zijn openlijke verzet tegen de Duitse inmenging in universitaire zaken. Hij werd, in tegenstelling tot de meeste van zijn collega’s, ontslagen. 
In 1945 vond in Fischers woning de heroprichting plaats van de Utrechtse studentenvereniging Unitas Studiosorum Rheno-Traiectina, die tijdens de oorlog door de Duitse bezetter was verboden. 
Fischer was rector magnificus van de Universiteit Utrecht in 1960 en 1961. 
In 1971 ging hij met pensioen. Zijn boeken met de meeste bekendheid bij het grote publiek waren Huwelijk en huwelijksmoraal bij vreemde volken en Van verre volken; leven en bedrijf der vreemde volken  (Utrecht: De Haan, 1939), dat hij schreef in samenwerking met V. van Bulck, J.J. Fahrenfort en J. Wisse.

## Trivia
- Henri Th. Fischer is de vader van liedjeszanger en tekstdichter Jaap Fischer.
- In Utrecht is een laan naar Fischer genoemd: de Prof. Fischerlaan.
- In De Utrechtse herinneringen van A.Alberts, wijdt Albert Alberts, die indologie studeerde aan de plaatselijke universiteit, enkele anekdotische passages aan Fischer, destijds nog jong hoogleraar in de Volkenkunde.

## Selecte bibliografie
- Het heilig huwelijk van hemel en aarde (diss.). Utrecht/Amsterdam: J. van Boekhoven, 1929.
- Zending en volksleven in Nederlandsch-Indië. Zwolle: Tjeenk Willink, 1932.
- Priestertalen; een ethnologiese studie. Groningen (etc.): Wolters, 1934.
- Inleiding tot de volkenkunde van Nederlands-Indië, 1940; herwerkt als Inleiding tot de culturele antropologie van Indonesië. Haarlem: Bohn, 1952 (3e dr.).
- Kinderaantal en kinderleven in Indonesië. Den Haag: Servire, 1950
- Huwelijk en huwelijksmoraal bij vreemde volken. Utrecht: De Haan, 1952.

## Over Fischer
- Jan J. de Wolf, 'Anthropology at Utrecht University', in: Han Vermeulen & Jean Kommers (eds.), Tales from Academia, Part !, p. 421-443. Saarbrücken, 2002

## Necrologie
- "Henri Théodore Fischer, 1901 - 1976", in: Bijdragen tot de Taal-, Land- en Volkenkunde 133, 1977, p. 1-10

- CiNii: DA14828489
- Gemeinsame Normdatei: 1089545940
- International Standard Name Identifier: 0000 0000 8005 8616
- Nationale Bibliotheek van Tsjechië: xx0265879
- Nationale bibliotheek van Australië: 58765861
- Nederlandse Thesaurus van Auteursnamen: 067767842
- Réseau des bibliothèques de Suisse occidentale: 02-A005569648
- Virtual International Authority File: 88123246